# Saint-Didier-sous-Aubenas
 Saint-Didier-sous-Aubenas  es una población y comuna francesa, ubicada en la región de Ródano-Alpes, departamento de Ardèche, en el distrito de Privas y cantón de Aubenas.

## Demografía
| 366 | 425 | 783 | 840 | 751 | 731 |
| Para los censos de 1962 a 1999 la población legal corresponde a la población sin duplicidades (Fuente: INSEE [Consultar]) |     |     |     |     |     |